# Lafayette, Colorado
Lafayette là một thành phố thuộc quận Boulder, tiểu bang Colorado, Hoa Kỳ. Thành phố có diện tích km², dân số thời điểm năm 2007 ước tính bởi Cục điều tra dân số Hoa Kỳ là 23.884 người. Thành phố có diện tích 9,3 dặm Anh vuông trong đó có 8,9 dặm Anh vuông đất.